# ستيفن باربر
ستيفن باربر (بالإنجليزية: Stephen Barber)‏ هو كاتب بريطاني، ولد في 3 أكتوبر 1961.